# Apollonios de Cyrène
Pour les articles homonymes, voir Apollonios.

Apollonios de Cyrène, dit Apollonios Cronos est un philosophe grec du IVe siècle av. J.-C., né à Cyrène affilié à l'école mégarique.

## Sources antiques
Il n'existe que trois mentions d'Apollonios de Cyrène dans la littérature antique. Elles composent les fragments 96, 97 et 98 de la synthèse de Róbert Müller, Les Mégariques, fragments et témoignages.
La première mention provient des Vies, doctrines et sentences des philosophes illustres de Diogène Laërce. Cette doxograpie du IIIe siècle mentionne Apollonios parmi les auditeurs d'Eubulide et précise qu'il est devenu le maître de Diodore d'Iasos dit Diodore Cronos (II, 111 = fr. 96). 
Les deux autres mentions sont issues de la même source : la Géographie de Strabon. Le géographe romain du Ier siècle indique qu'Apollonios est originaire de Cyrène (XVII, 3, 22 = fr. 97) et donne une explication de la similarité des surnoms entre Apollonios et Diodore (XVII, 3, 22 = fr. 97).

### Sources antiques
- Diogène Laërce, Vies, doctrines et sentences des philosophes illustres [détail des éditions] (lire en ligne)
- Strabon, Géographie [détail des éditions] [lire en ligne]

### Éditions scientifiques
- Diogène Laërce, Vie et doctrine des philosophes illustres, Le Livre de poche, 1999, 1400 p. (ISBN 978-2-253-13241-7), p. 321-366 .

### Études modernes
- (de) Klaus Döring, Die Megariker. Kommentierte Sammlung der Testimonien, Amsterdam, Grüner, 1971, 187 p. (ISBN 978-90-6032-003-7).
- [Müller 1985] Róbert Müller (trad. du grec ancien), Les Mégariques, fragments et témoignages, Paris, Vrin, 1985, 260 p. (ISBN 978-2-7116-0887-4, BNF 34913161), p. 32 .
- [Müller 2000] Róbert Müller, « Euphante d'Olynthe », dans Richard Goulet (dir.), Dictionnaire des philosophes antiques, t. III, Paris, CNRS éditions, 2000, 334-335 p. .